# Otto Kranzlmayr
Otto Kranzlmayr (* 17. November 1911 in Linz; † 4. Mai 1972 in Ried im Innkreis) war ein österreichischer Politiker (ÖVP) und Staatsanwalt. Er war von 1953 bis 1972 Abgeordneter zum österreichischen Nationalrat und von 1961 bis 1963 Staatssekretär im Bundesministerium für Inneres.
Kranzlmayr besuchte nach der Volksschule ein Realgymnasium und studierte danach Rechtswissenschaften an den Universitäten Wien und Innsbruck. 1938 promovierte er zum Doktor. Daneben arbeitete Kranzlmayr zwischen 1937 und 1938 als Sekretär der Kammer für Arbeiter und Angestellte für Oberösterreich in Linz und wurde nach der Machtübernahme der Nationalsozialisten 1938 aus politischen Gründen kurze Zeit in Haft genommen. 1945 wurde Kranzlmayr Staatsanwalt beim Landesgericht Linz, später wechselte er als Staatsanwalt zum Bezirksgericht Ried im Innkreis, wo er in der Folge zum Ersten Staatsanwalt aufstieg.
Politisch war Kranzlmayr als ÖVP-Hauptbezirksparteiobmann von Ried im Innkreis aktiv, zudem war er zwischen 1966 und 1972 Aufsichtsratsvorsitzender des ORF und über mehrere Jahre Mitglied der österreichischen Delegation zur Beratenden Versammlung des Europarates. Er vertrat die ÖVP vom 18. März 1953 bis zum 4. Mai 1972 im Nationalrat und war zudem vom 11. April 1961 bis zum 5. November 1963 Staatssekretär im Bundesministerium für Inneres.
Kranzlmayr war verheiratet und Vater zweier Kinder. Er war Mitglied der Katholischen Mittelschulverbindung Nibelungia in Linz und der Studentenverbindung KÖStV Austria Wien. 

## Auszeichnungen
- Goldene Ehrennadel des ÖAAB
- Großes Verdienstkreuz mit Stern und Schulterband